# Otó d'Habsburg-Lorena
Dr. Otto Habsburg-Lothringen (Riechenau an der Rax, Baixa Àustria, 20 de novembre de 1912 - Pöcking, Baviera, Alemanya, 4 de juliol de 2011) era el nom que utilitzava Sa Altesa Imperial i Reial Francesc Josep Otó Robert Maria Antoni Carles Maximilià Enric Sixt Xavier Fèlix Renat Lluís Gaietà Pius Ignasi d'Habsburg-Lorena, príncep imperial i arxiduc d'Àustria; príncep reial d'Hongria, de Bohèmia, de Croàcia, d'Eslovènia, de Galítsia i Lodomèria i d'Il·líria: gran duc de Toscana i de Cracòvia; príncep de Trento i de Brixen; duc de Lorena, de Salzburg, d'Estíria, de Caríntia, de Carniola i de Bucovina; gran príncep de Transsilvània i de Moràvia; duc de Silèsia Sobirana i Jussana, de Mòdena, de Parma, de Piacenza, de Guastalla, de Zator, d'Auschwitz, de Teschen, del Friül, de Ragusa i de Zadar; comte sobirà d'Habsburg, del Tirol, de Kyburg, de Gorizia i de Gradisca d'Isonzo; marcgravi de Lusàcia i d'Ístria; comte de Hohenems, de Feldkirch, de Bregenz i de Sonnenberg; senyor de Trieste i de la Marca Víndica, i gran voivoda de Sèrbia i del Banat. Polític, assagista i periodista, va ser des del 1922 fins al 2006 cap de la Casa Imperial i Reial d'Habsburg. Tenia les nacionalitats austríaca, hongaresa, alemanya, croata i eslovena.
Fill primogènit de Carles I, emperador d'Àustria i rei d'Hongria, i de la seva esposa Zita de Borbó-Parma i Bragança, esdevingué príncep hereu de la corona austro-hongaresa arran de l'ascensió al tron del seu pare (1916). Quan aquest hagué d'abdicar (1919), tota la família partí cap a l'exili successivament a Suïssa, a Madeira -on Carles I morí el 1922- i finalment al País Basc, a Lekeitio, on romangué fins a la proclamació de la II República Espanyola. El 1935 es doctorà en ciències polítiques i socials per la Universitat Catòlica de Lovaina. Es traslladà a Baviera, però el progressiu encalçament del govern nazi sobre la seva família, especialment quan el 1938 s'oposà públicament a l’Anschluss, l'obligà a emigrar als Estats Units. Allistat a l'exèrcit d'aquest país, participà en l'alliberament de França.
L'any 1951 es casà a Nancy amb la princesa Regina de Saxònia-Hidburghausen-Meiningen, amb la qual ha tingut cinc filles i dos fills. Després d'una nova i breu estada a Espanya, el 1954 s'establí definitivament a Pocking, Baviera.
L'any 1961 va renunciar als seus possibles drets sobre la corona d'Àustria i seguidament fou autoritzat a tornar al país. Tanmateix s'afilià a la Unió Social Cristiana de Baviera, partit polític pel qual fou elegit diputat al Parlament Europeu ininterrompudament des del 1977 al 1999. En dues legislatures presidí la mesa d'edat de la cambra. Fervent partidari de la Unió Europea, fou el primer president del Partit Popular Europeu. Del 1973 al 2004 fou president del Moviment Paneuropeu i del Comitè Internacional per a la Llengua Francesa, organisme que promou l'ús del francès com a lingua franca enfront de l'anglès i la submissió a la cultura nord-americana que això comporta.
A causa de les seves conviccions profundament democràtiques i europeistes, era una personalitat molt respectada a tots els actuals estats on el seu pare havia regnat.
L'any 2006 renuncià els seus drets de cap de la dinastia d'Habsburg en favor del seu fill i hereu, Carles.
Els seus funerals se celebraren a la catedral de Sant Esteve de Viena amb honors de cap d'estat, i les seves restes foren traslladades en processó solemne pels carrers de la ciutat fins a ser inhumades a la Kapuzinergruft, que conté les tombes dels Habsburg des de 1633.